# 上安站 (日本)
上安站（日语：／ Kamiyasu eki */?）是位於廣島縣廣島市安佐南區上安二丁目，屬於廣島高速交通的廣島新交通1號線（Astram線）車站。

## 歷史
- 1991年（平成3年）3月14日 -  在建設此線時，於此站附近發生橋桁倒塌事故，造成15人死，8人受傷（廣島新交通系統橋桁倒塌事故（日语：広島新交通システム橋桁落下事故））[1]。
- 1994年（平成6年）8月20日 - 車站啟用[1]。
- 1999年（平成11年）3月20日 - 在時間表修正後，此站成為急行列車停車站[1]。
- 2004年（平成16年）
  - 3月20日 - 在時間表修正後，取消急行列車班次[1]。
  - （日期不明） - 成為業務委託車站[2]。
- 2009年（平成21年）8月8日 - 此站開始可以使用PASPY[1]。
- 2015年（平成27年） - 站內廣播與月台發車牌翻新至與新白島站同等級。

## 車站構造
本站是架空車站，設有1面2線的島式月台。月台下一層設有售票機和閘機。車站顏色為■紫色。

### 月台
| 月台 | 路線             | 上下行 | 方向           |
| ---- | ---------------- | ------ | -------------- |
| 1    | ■廣島新交通1號線 | 下行   | 廣域公園前方向 |
| 2    | ■廣島新交通1號線 | 上行   | 本通方向       |

## 車站周邊
- 上安巴士總站
  - ATM（安佐南郵局（日语：安佐南郵便局）、廣島銀行、紅葉銀行、廣島信用金庫（日语：広島信用金庫）、廣島市信用組合（日语：広島市信用組合））
  - 廣島市立漫畫圖書館朝閱讀室
- 橋桁倒塌事故紀念碑
- 雙葉圖書（日语：フタバ図書）GIGA上安店
- 廣島市立安小學
- 廣島上安郵局
- 廣島銀行安分店
- 廣島信用金庫（日语：広島信用金庫）安分店
- 廣島市信用組合（日语：広島市信用組合）安分店
- 廣島市安佐動物公園（日语：広島市安佐動物公園）（轉乘巴士）

## 利用状況
以下數據取自《廣島市統計書》。Astram線公開了「1年總乘車人次」和「1年總下車人次」。1日平均乘車人次數據中，是以當年度的總乘車人次除以365（閏年為366），再取自小數點後1位。Astram線所提供的數據以1,000人為單位，因此，平均數中會有誤差。
| 年度               | 1日平均 乘車人次 | 1年總 乘車人次 | 1年總 下車人次 |
| ------------------ | ---------------- | -------------- | -------------- |
| 1995年（平成07年） | 2,688.5          | 984,000        | 1,041,000      |
| 1996年（平成08年） | 2,863.0          | 1,045,000      | 1,091,000      |
| 1997年（平成09年） | 2,887.7          | 1,054,000      | 1,103,000      |
| 1998年（平成10年） | 2,874.0          | 1,049,000      | 1,095,000      |
| 1999年（平成11年） | 2,972.7          | 1,088,000      | 1,126,000      |
| 2000年（平成12年） | 2,849.3          | 1,040,000      | 1,084,000      |
| 2001年（平成13年） | 2,728.8          | 996,000        | 1,046,000      |
| 2002年（平成14年） | 2,378.1          | 868,000        | 907,000        |
| 2003年（平成15年） | 2,254.1          | 825,000        | 859,000        |
| 2004年（平成16年） | 2,172.6          | 793,000        | 830,000        |
| 2005年（平成17年） | 2,219.2          | 810,000        | 844,000        |
| 2006年（平成18年） | 2,211.0          | 807,000        | 857,000        |
| 2007年（平成19年） | 2,221.3          | 813,000        | 864,000        |
| 2008年（平成20年） | 2,241.1          | 818,000        | 871,000        |
| 2009年（平成21年） | 2,191.8          | 800,000        | 855,000        |
| 2010年（平成22年） | 2,189.0          | 799,000        | 862,000        |
| 2011年（平成23年） | 2,188.5          | 801,000        | 869,000        |
| 2012年（平成24年） | 2,169.9          | 792,000        | 854,000        |
| 2013年（平成25年） | 2,180.8          | 796,000        | 861,000        |
| 2014年（平成26年） | 2,175.3          | 794,000        | 843,000        |
| 2015年（平成27年） | 2,267.8          | 830,000        | 873,000        |
| 2016年（平成28年） | 2,356.2          | 860,000        | 900,000        |
| 2017年（平成29年） | 2,408.2          | 879,000        | 914,000        |
| 2018年（平成30年） | 2,402.7          | 877,000        | 905,000        |
| 2019年（令和元年） | 2,388.0          | 874,000        | 898,000        |

## 相鄰車站
廣島高速交通
廣島新交通1號線（Astram線）
安東－上安－高取

## 注腳
1. 1 2 3 4 5 6  曾根悟（監修）. 朝日新聞出版分冊百科編集部（編集） , 编. . 週刊朝日百科. 30号 モノレール・新交通システム・鋼索鉄道. 朝日新聞出版. 2011-10-16: 25 （日语）.
2. ↑   (PDF). 廣島高速交通.   [2017-08-08]. （原始内容存档 (PDF)于2021-06-02） （日语）.

## 外部連結
- Astram線　官方網站 （页面存档备份，存于）（日語）